# 贝尔蒙塔斯

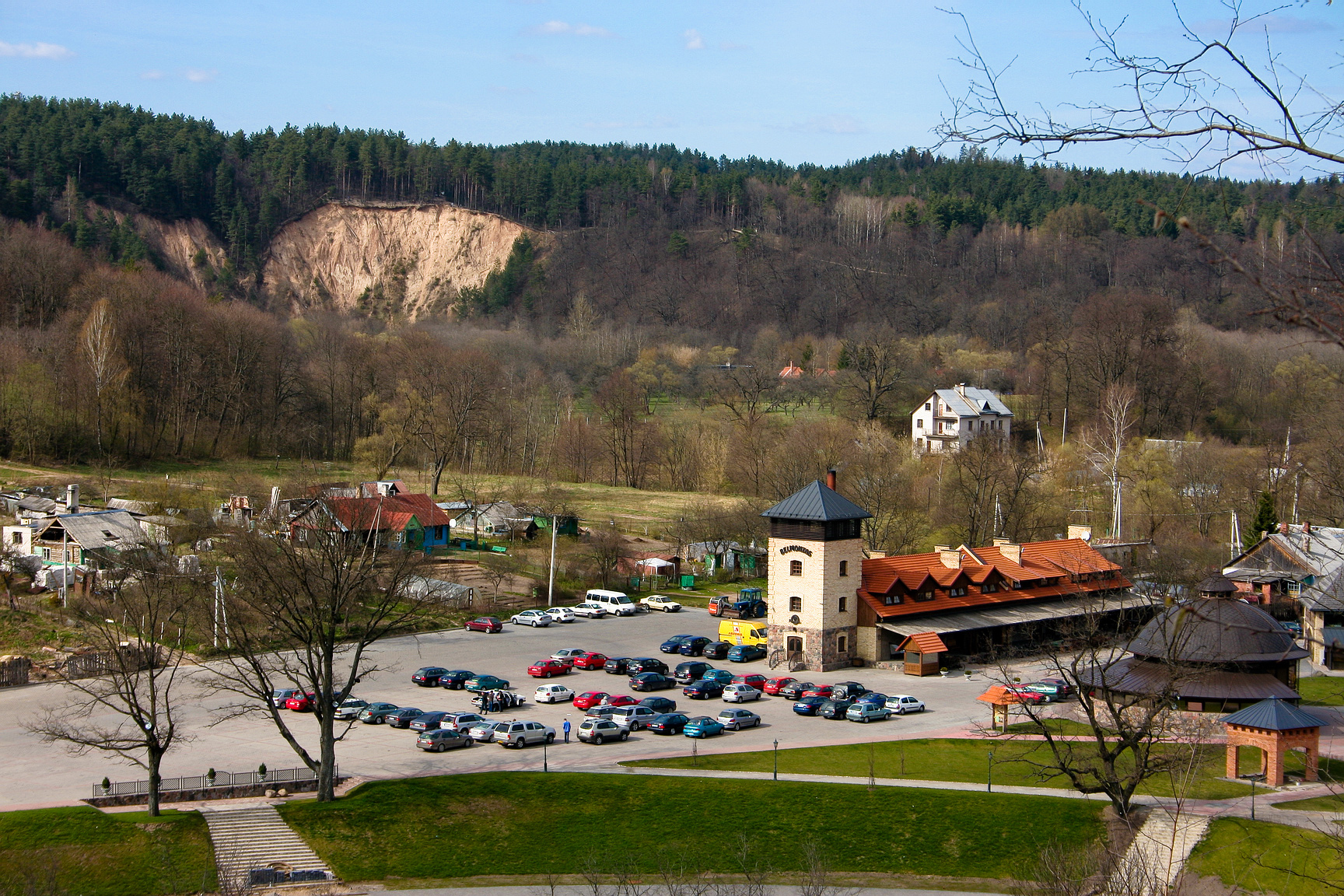
重修后的贝尔蒙磨坊

贝尔蒙塔斯（源于法语）是立陶宛首都维尔纽斯的一个郊区。它坐落在拉索斯（Rasos）长老区内，在维尔尼亚河右岸，对岸共和国的东边。 
它最初是维尔纽斯市周围森林的一片空地，与附近的加农炮铸造厂（现今的Pūčkoriai）一起属于市镇炮兵部队。 在19世纪，一位法国移民在当地建造了一家面粉磨坊，并将其命名为贝尔蒙（Belmont），可能是以法国几个名为贝尔蒙的地方中的一个来命名的。磨坊以前被废弃，但在2000年代初重建为一个旅游景点、餐厅和旅馆。